# Aclive Capitolino

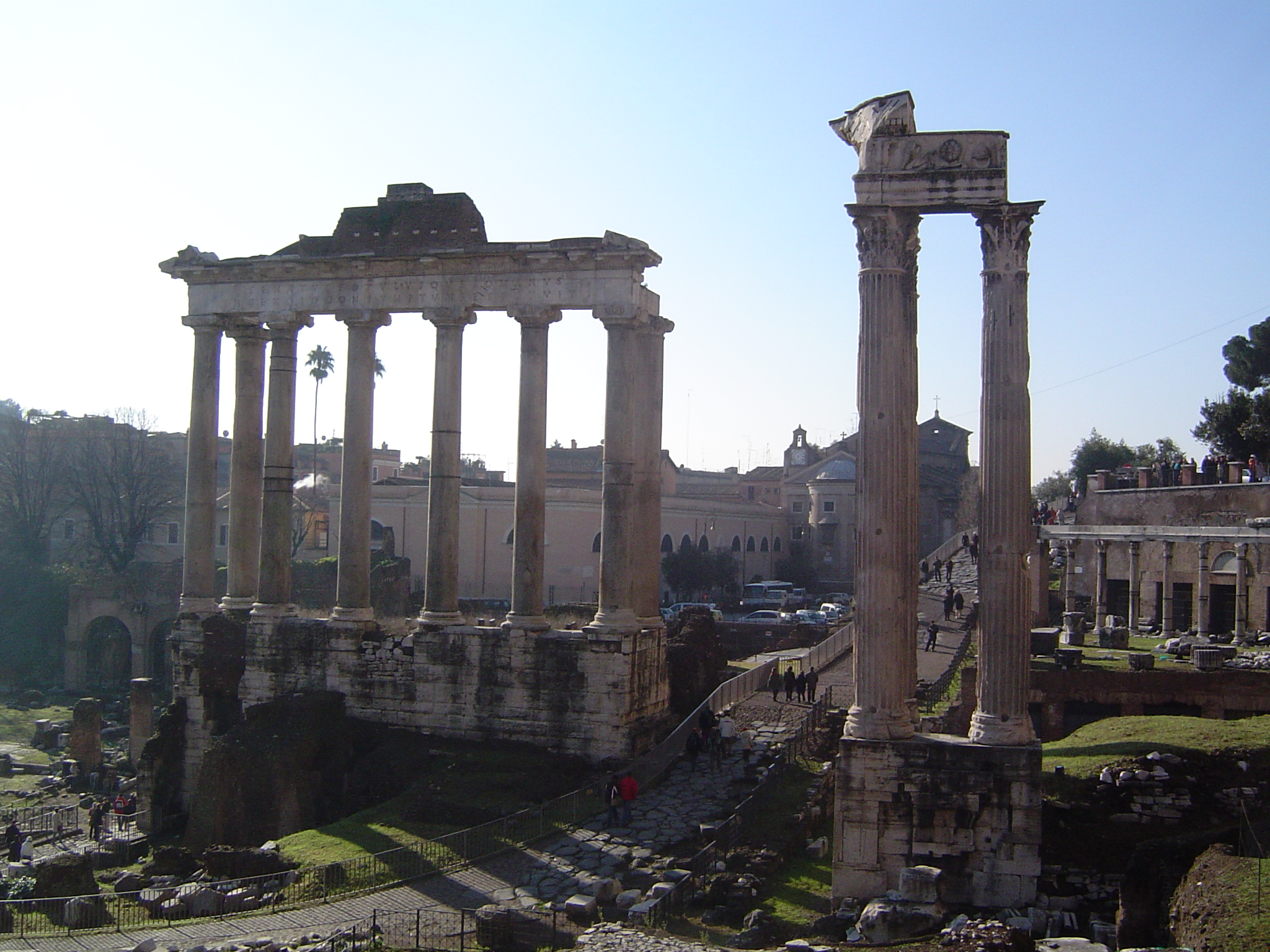
Vista do Aclive Capitolino. Da esquerda para a direita, o grande Templo de Saturno, o Templo de Vespasiano e o Pórtico dos Deuses Harmoniosos.

Aclive Capitolino (em latim: Clivus Capitolinus), também chamada de Clivo Capitolino, é a principal estrada antiga que leva ao Capitólio. Partindo do Fórum Romano do lado Arco de Tibério, era uma continuação da Via Sacra. Ela contorna o Templo de Saturno e vira para o sul bem na frente do Pórtico dos Deuses Harmoniosos, onde começa a subida do monte Capitolino até o Templo de Júpiter Capitolino no cume. Este era, tradicionalmente, o último trecho de todos os triunfos romanos.
A estrada é importante por ser uma das mais antigas estradas em Roma e também por sua localização central à volta dos templos e edifícios civis, levando até o maior e mais importante dos templos republicanos. Diz-se que Júlio César subiu o aclive de joelhos para contrabalançar um mau presságio durante seu triunfo.
A mais antiga história sobre a rua e sobre a própria colina não são muito claras, pois muitos dos mais antigos registros romanos foram destruídos num dos saques de Roma. A estada pode ter sido parte da rota original até a vila dos sabinos, alterada quando o Templo de Saturno foi construído. Diversos edifícios romanos nas colinas da cidade foram construídos sobre antigas rochas etruscas, algumas das quais visíveis no fundo das câmaras remanescentes no Pórtico dos Deuses Harmoniosos.

## Localização
| Planimetria do Capitólio antigo |
| --- |
| Area capitolina Arx Fórum Romano Fóruns imperiais Velabro Templo de Júpiter Capitolino Tabulário Templo de Juno Moneta Teatro de Marcelo Fórum Holitório Templo de Belona Templo de Júpiter Ferétrio Templo de Vejóvis Auguráculo Iseu Templo de Júpiter Guardião (?) Templo da Concórdia (?) Templo de Júpiter Conservador Cabana de Rômulo Altar Templo Tensário Templo de Júpiter Tonante Clivo Capitolino "Cem Passos" Porta Pandana Templo de Jano Templo de Juno Sóspita Templo de Esperança Templo de Augusto Asilo "Entre Dois Bosques" Vico Jugário Campo de Marte Pórtico dos Deuses Harmoniosos Templo de Vespasiano Templo da Concórdia Tuliano Clivo Argentário Templo de Vênus Ericina Templo de Mente (?) Templo de Fides (?) Templo de Ops (?) Arco de Cipíão Templo de Saturno Basílica Júlia |